# IC 3133
IC 3133 — галактика типу *3 (потрійна зірка) у сузір'ї Діва.
Цей об'єкт міститься в оригінальній редакції індексного каталогу.